# Kreuzbergkapelle (Altastenberg)

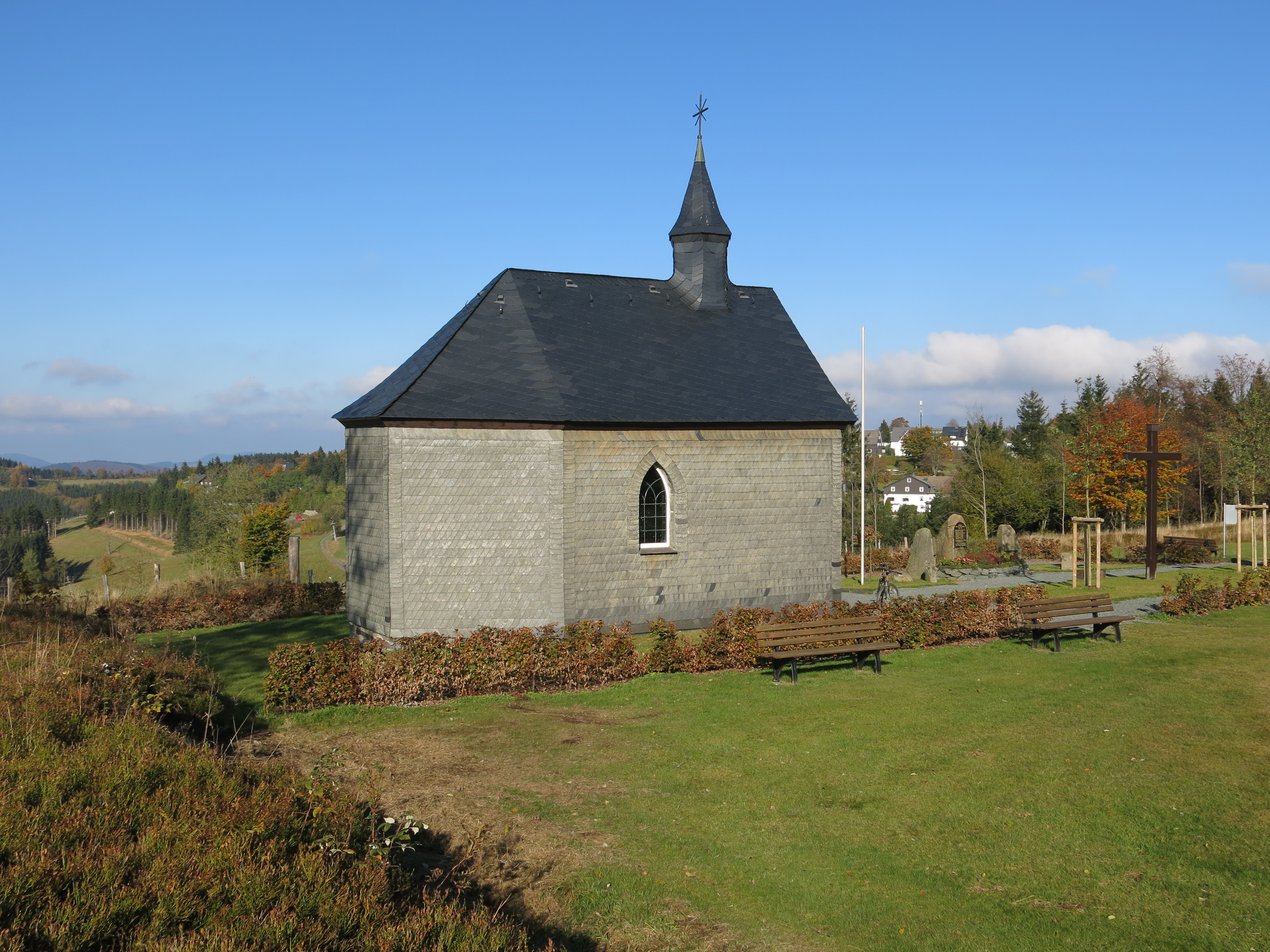
Kreuzbergkapelle

Die Kreuzbergkapelle ist ein denkmalgeschütztes Kirchengebäude in Altastenberg, einem Stadtteil von Winterberg im Hochsauerlandkreis (Nordrhein-Westfalen).
Der rechteckige Bruchsteinbau mit Drei-Sechstel-Schluss wurde 1867 errichtet. Die Längswände werden jeweils durch ein Spitzbogenfenster gegliedert. Über der Eingangstür mit Segmentbögen befindet sich ein Oberlicht und an beiden Seiten kleine, hochliegende Spitzbogennischen. Die Eingangswand wurde bis zum Hauptgesims ausgefugt. Das Schieferdach ist über dem Chor abgewalmt, nahe dem Giebel steht ein sechsseitiger verschieferter Dachreiter.
Auf dem Vorplatz wurde nach dem Zweiten Weltkrieg ein Kriegerdenkmal mit einem Gedenkstein und drei Hochkreuzen angelegt.